# Мајрано
Мајрано (итал. Mairano) је насеље у Италији у округу Бреша, региону Ломбардија.
Према процени из 2011. у насељу је живело 1992 становника. Насеље се налази на надморској висини од 94 м.

## Становништво
Према резултатима пописа становништва 2011. у општини је живело 3.329 становника.
| 1936. | 1951. | 1961. | 1971. | 1981. | 1991. | 2001. | 2011. |
| ----- | ----- | ----- | ----- | ----- | ----- | ----- | ----- |
| 2.345 | 2.697 | 2.214 | 2.032 | 1.991 | 1.991 | 2.413 | 3.329 |